# Willy Brokamp
Willy Brokamp (* 25. Februar 1946 in Kerkrade) ist ein ehemaliger niederländischer Fußballprofi.

## Karriere
Brokamp spielte in den 1960ern und Anfang der 1970er Jahre für den südlimburgischen Club MVV in Maastricht. Ursprünglich spielte er bei einem kleineren, aber für seine zeitweilig sehr gute Jugendarbeit bekannten Kerkrader Verein RKVV Chevremont. In seiner langen Zeit als Fußballprofi bei MVV erhielt der schnelle Flügelstürmer den Spitznamen „de blonde pijl“ (der blonde Pfeil). Dieser ist ein Zeichen für den Bekanntheitsgrad Brokamps in jener Zeit, in der er mehrfach einen der vordersten Plätze bei der Wahl zum Niederländischen Fußballer des Jahres belegte. Auch als Stürmer und Torjäger zeichnete er sich wiederholt aus und beendete mehrfach eine Spielzeit unter den Toptorjägern der Ehrendivision.
1973 wurde er gemeinsam mit Cas Janssens (NEC Nijmegen) Torschützenkönig, wobei beide je 18 Treffer erzielten.
Im Jahr 1974 wagte Brokamp den Wechsel zum europäischen Spitzenklub Ajax Amsterdam. Dort wurde de blonde pijl auch de Kerstman (der Weihnachtsmann) genannt, ebenfalls eine Anspielung auf sein wallendes hellblondes Haar in jener Zeit. In zwei Jahren kam Brokamp auf 48 Spiele und 20 Tore für Ajax. 1976 kehrte er zum MVV zurück und beendete dort seine Karriere 1978.

## Nationalmannschaft
Brokamp spielte insgesamt sechs Spiele in der niederländischen Fußballnationalmannschaft (elftal) und konnte dabei im Schnitt ein Tor pro Spiel erzielen.

## Weitere Tätigkeiten
Brokamp war bereits in seiner Zeit als professioneller Fußballspieler auch außerhalb des Platzes beruflich aktiv. In Maastricht war er noch vor dem Ende seiner Karriere als Betreiber einer Gaststätte am dortigen Vrijthof bekannt, das Café Aux Pays-Bas. Dazu kamen in der Folge weitere Lokale in Maastricht. Später zog Brokamp um in das am Südrand von Maastricht gelegene Dorf Vlaamse Kanne. Dort betreibt er seither das Gasthaus In Kanne en Kruike.